# Yasuo Manaka
Yasuo Manaka (眞中 靖夫 Manaka Yasuo?), född 31 januari 1971 i Ibaraki prefektur, är en japansk före detta fotbollsspelare.
Manaka började sin karriär 1989 i Sumitomo Metal (Kashima Antlers). Med Kashima Antlers vann han japanska ligan 1996, 1998, japanska ligacupen 1997 och japanska cupen 1997. 1999 flyttade han till Cerezo Osaka. Efter Cerezo Osaka spelade han för Sanfrecce Hiroshima och Yokohama FC. Han avslutade karriären 200.